# Vuurtoren aan de Maasvlakte
De vuurtoren aan de Maasvlakte, officieel genoemd Kustlicht Maasvlakte, is ontworpen door W. Colenbrander en gebouwd in 1974. De toren heeft een hoogte van 62 meter en is daarmee de hoogste vuurtoren van Nederland. Volgens de Nederlandse Vuurtoren Vereniging betreft het ook de laatst gebouwde vuurtoren in Nederland. De toren, gelegen aan de westkant van de Maasvlakte, markeerde de ingang van de Nieuwe Waterweg en het achtergelegen gebied Europoort. Met de komst van deze toren verviel de functie van de twee vuurtorens in Hoek van Holland. Het licht werd gedoofd op 8 oktober 2008. Tot 18 oktober 2018 bleef de toren in gebruik als radartoren en in 2019 is de radarinstallatie verwijderd. Door de aanleg van de Tweede Maasvlakte staat de vuurtoren niet meer direct aan de kust.
De achthoekige toren is van beton en voorzien van zes gele en zes zwarte horizontale strepen. De toren is onbemand en niet geopend voor het publiek. Hij is in beheer bij Rijkswaterstaat. Op de toren is een plaquette aangebracht met het gedicht 'Kustlicht Maasvlakte' van Max Dendermonde.

## Licht
Het licht had een lichtsterkte van 2.500.000 cd, een lichthoogte van 67,5 meter en een bereik van 28 zeemijlen (50 kilometer). Het licht was hiermee een van de sterkste van Nederland. Het lichtsignaal bestond uit 5 schitteringen per 20 seconden. De lichtinstallatie is uit 1960 en zat oorspronkelijk op de vuurtoren het "Hoge Licht" in Hoek van Holland.

## Mogelijke sloop
De vuurtoren leek overbodig geworden. Het Havenbedrijf Rotterdam had een nieuwe Radartoren Tweede Maasvlakte als radarpost aan de kust bij de Prinses Maximaweg op de Tweede Maasvlakte gebouwd. Wethouder Kurvers van Rotterdam kondigde in oktober 2018 aan dat de cultuurhistorische waarde van de vuurtoren zou worden onderzocht. Na het onderzoek, waarbij extern advies was ingewonnen bij Stadsontwikkeling, werd geadviseerd om de vuurtoren tot gemeentelijk monument te benoemen. Het college van B&W wachtte echter lang met een definitieve beslissing over dit advies. In maart 2024 nam het college de beslissing alsnog.

## Gemeentelijk monument
In maart 2024 maakte de gemeente Rotterdam bekend dat de vuurtoren was aangewezen als gemeentelijk monument en dat het eigenaarschap van de toren was overgegaan van Rijkswaterstaat naar het Rijksvastgoedbedrijf.

## Afbeeldingen

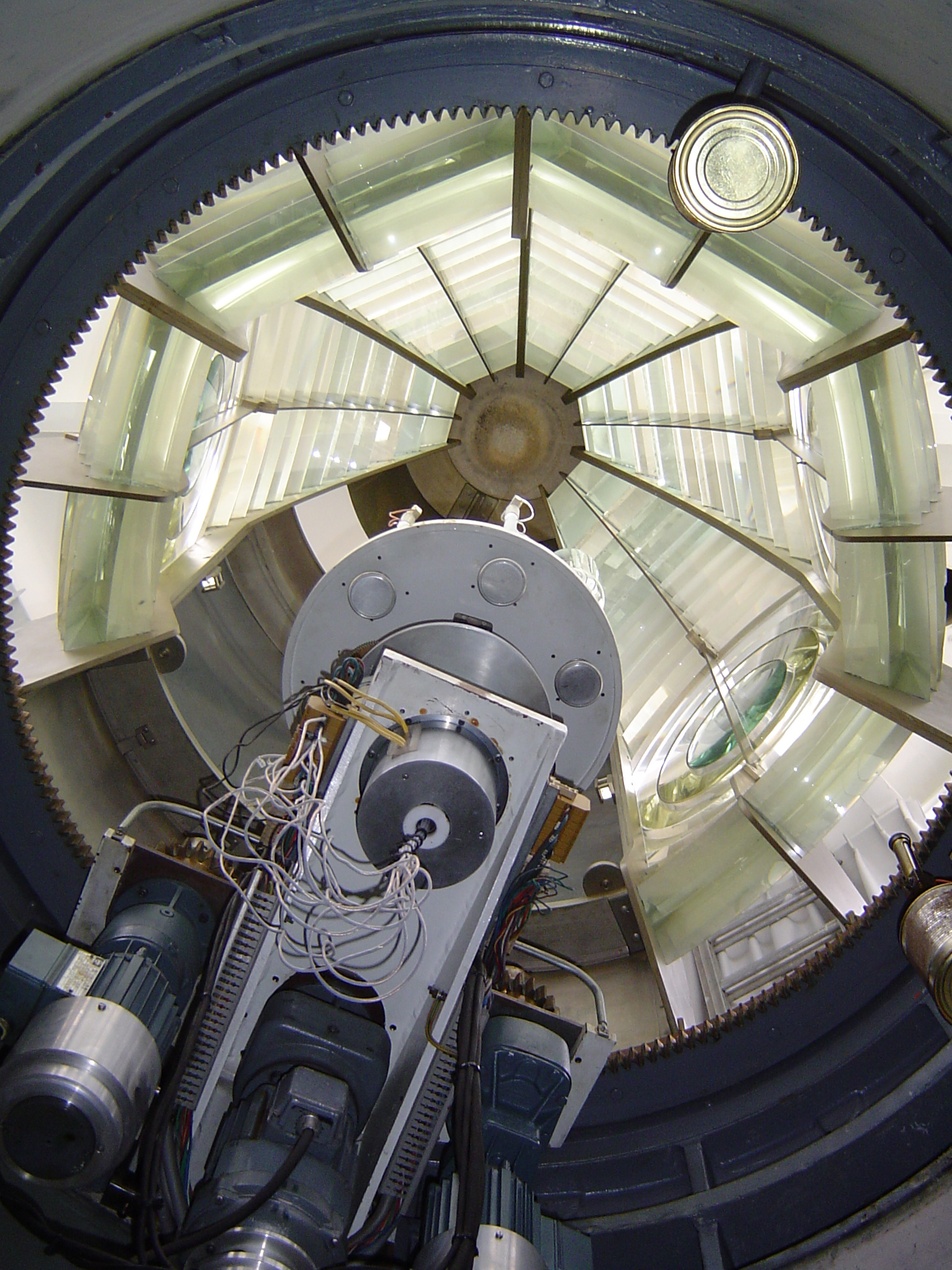
De lichtinstallatie van onderen gezien
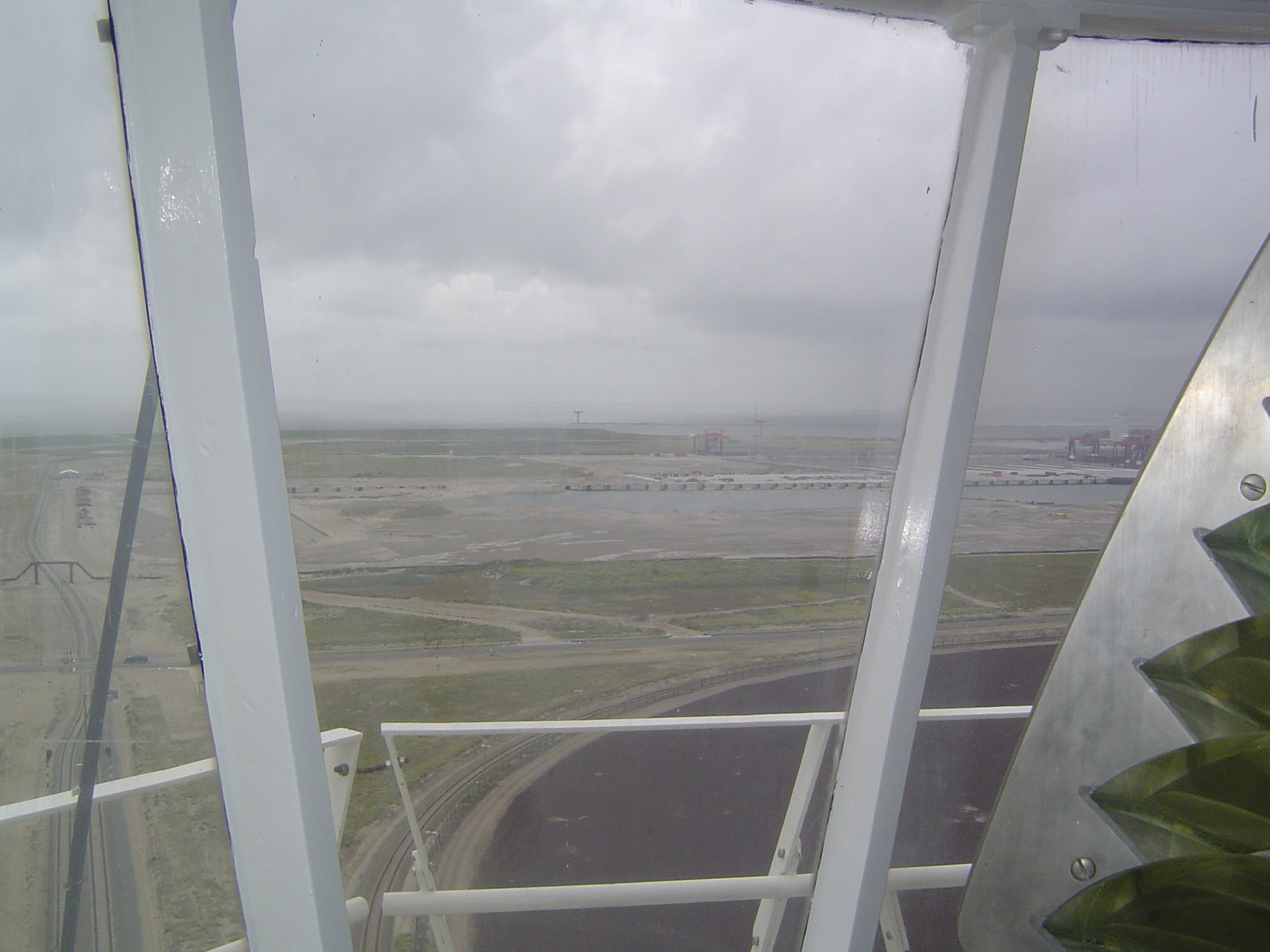
Uitzicht vanaf de vuurtoren in 2009